# Planetes
Pour les articles homonymes, voir Planète (homonymie).
Planetes (プラネテス, Puranetesu, transcription du grec ancien πλανήτες, pluriel de πλανήτης signifiant « errant, vagabond », à l’origine du français « planète ») est un seinen manga de Makoto Yukimura prépublié dans le magazine japonais Morning entre janvier 1999 et janvier 2004 et publié en un total de quatre volumes reliés par l'éditeur Kōdansha. La version française est publiée par Panini sous son label Génération comics en quatre volumes sortis entre mai 2002 et février 2005.
Une adaptation sous forme de série télévisée d'animation de 26 épisodes produite par le studio Sunrise est diffusée au Japon entre octobre 2003 et avril 2004.

## Synopsis
En 2075, un groupe d’astronautes expérimentés travaille à la récupération des débris spatiaux en orbite autour de la Terre (satellites hors d’usage, restes de fusées à étages, ou plus couramment des petits morceaux issus de la collision de plus gros engins entre eux), employée par Technora Corp. En plus d’être l’un des métiers les plus dangereux de la station, c’est aussi le moins gratifiant : bas salaires, chances de promotion inexistantes, budget faible, vaisseaux et outils médiocres et obsolètes, section dénigrée par tous les employés de la station.

## Personnages

### Équipe du Toy Box
Hachirota Hoshino (星野 八郎太)
Voix japonaise : Kazunari Tanaka, voix française : Thierry Kazazian
C'est le personnage principal. Il est surnommé « Hachimaki » ou « Hachi », littéralement « bandeau », car il en porte toujours un. Son rêve a toujours été de posséder un vaisseau spatial, mais son bas salaire et les moqueries répétées de son entourage à ce sujet le font douter de pouvoir un jour réaliser ce projet. Par la suite, il aura pour rêve d'intégrer l’équipe de la première mission vers Jupiter. Hachi est d’un tempérament très explosif, a tendance à s’emporter facilement ou à parler trop fort. Il a du mal à exprimer ses sentiments, et d'autant plus ses sentiments amoureux. Il sera complètement bouleversé par l’arrivée de Tanabe qui va remettre en cause ses propres notions sur l’espace et les rêves.
Aï Tanabe (田名部 愛)
Voix japonaise : Satsuki Yukino, voix française : Frédérique Marlot
Elle est la dernière arrivée à la section des débris. Elle est la fille adoptive d’un ex-chanteur de rock reconverti en réparateur d’éoliennes et d'une institutrice d'école primaire. C’est une fille chaleureuse et sincère, mais souffrant d’un manque de confiance en elle. Comme elle est nouvelle, elle a tout à apprendre et considère Hachi comme étant son senpai (= supérieur). Elle a l’étrange manie de considérer que l’amour (aï en japonais), est la solution à tous les problèmes, mais on se rend rapidement compte que sa conception de l'amour est très large. Sa relation avec Hachi est très conflictuelle, en particulier au début car elle remet constamment en cause ses convictions. Finalement, ils deviendront très liés par leurs problèmes de cœur.
Fi Carmichael (フィー·カーマイケル, Fī Kāmaikeru)
Voix japonaise : Ai Orikasa (en), voix française : Pascale Chemin
Elle est la pilote du Toy Box, puis du Toy Box 2 après la destruction du premier modèle (par sa faute), le vaisseau de récupération de débris. Elle est encore plus colérique qu’Hachi, mais c’est en général pour défendre les membres de l'équipe. Elle fume beaucoup, ce qui pose des problèmes dans l’espace où les fumoirs sont très rares et se raréfient ; ce détail sera l'objet d'une des intrigues secondaires et peut, peut-être, expliquer ses sautes d’humeur. Elle est d’origine américaine, est mariée et a un enfant ; sa famille vit en Floride.
Yuri Mihalkov (ユーリ·ミハイロコフ, Yūri Mihairokofu, russe : Юрий Михалков, Yuri Mihalkov)
Voix japonaise : Takehito Koyasu, voix française : Bruno Magne
C'est le membre russe de l'équipe. De tempérament calme et impassible, il n’en est pas moins sensible et gentil ; c’est le plus responsable et raisonnable du groupe. Il parle très peu, et encore moins de lui-même, au point que ses camarades ne découvriront que sept ans après son arrivée la raison pour laquelle il travaille dans l’espace. Son but est de retrouver un débris de la navette spatiale dont l'accident tua sa femme alors qu'ils se rendaient en Angleterre. Il finira par retrouver la boussole à laquelle sa femme tenait beaucoup et pourra enfin faire son deuil car son corps n'avait jamais été retrouvé après l'accident.

### Équipe de la section des débris
Seulement dans la série animée.
Philippe Myers
Voix japonaise : Aikou Ogata, voix française : Yann Pichon
Arvind "Robbie" Lavie
Voix japonaise : Tetsuo Gotō (en), voix française : Thierry Kazazian
Edelgard Rivera
Voix japonaise : Maiko Itō

### Équipe de l'ISPV 7
Seulement dans la série animée.
Claire Rondo
Voix japonaise : Kumiko Watanabe (en), voix française : Brigitte Aubry
Ex-petite amie d'Hachi.
Kho Cheng-Shin
Voix japonaise : Nobuyuki Hiyama

### Personnages de Von Braum
Gorô Hoshino (星野 五郎, Hoshino Gorō)
Voix japonaise : Shōzō Iizuka
Père de Hachi. C'est un ingénieur spatial émérite qui a fait partie de la première mission vers Mars, mais sa relation avec Hachi n'est pas très bonne.
Werner Rocksmith
Voix japonaise : Unshō Ishizuka
Chef du projet Von Braun, la mission vers Jupiter.
Hakim Ashmead
Voix japonaise : Ryūzaburō Ōtomo
Astronaute formé par le même professeur que Hachi et qui deviendra terroriste.

### Autres personnages
Kyûta Hoshino (星野九太郎, Hoshino Kyūtarō)
Voix japonaise : Soichiro Hoshi
Frère cadet de Hachi. C'est un adolescent qui est lui aussi attiré par l’espace; il construit de petites fusées. Il a tendance à souvent se disputer avec son aîné.
Nono
Voix japonaise : Satomi Kōrogi (en)
Jeune fille de douze ans qui est une des quatre extraterrestres d'origine sélénite et ayant passé toute sa vie sur la Lune pour des raisons thérapeutiques.
Harry Roland
Voix japonaise : Yōsuke Akimoto
Astronaute renommé qui met fin à sa vie après avoir appris qu'il est atteint d'une maladie qui l’empêchera à l’avenir d’aller dans l’espace.
Gigalt Gangaragash
Voix japonaise : Norio Wakamoto

## Manga
Planetes, scénarisé et illustré par Makoto Yukimura, est prépublié dans le magazine japonais seinen Morning entre janvier 1999 et janvier 2004. L'éditeur Kōdansha publie la série en un total de quatre volumes reliés sortis entre le 23 janvier 2001 et le 23 février 2004,.
La version française est publiée par Panini Comics sous son label « Génération comics » en quatre volumes sortis entre le 10 mai 2002 et le 3 février 2005. La série est rééditée en version « de luxe » de trois volumes sortis entre le 8 juin 2011 et le 16 novembre 2011. Une édition intégrale en un volume sort le 28 octobre 2015. Une « Perfect Edition » est prévue en trois volumes, dont le premier sort le 15 juin 2022 en version normal et collector avec une couverture dessinée par Mathieu Bablet.
La série est publiée en Amérique du Nord par Tokyopop en cinq volumes sortis entre le 7 octobre 2003 et le 8 février 2005,, puis par Dark Horse Comics en trois volumes sortis entre le 22 décembre 2015 et le 10 mai 2016.

### Liste des volumes
| no | Japonais        | Japonais          | Français         | Français      |
| no | Date de sortie  | ISBN              | Date de sortie   | ISBN          |
| --- | --------------- | ----------------- | ---------------- | ------------- |
| 1 | 23 janvier 2001 | 978-4-06-328735-6 | 10 mai 2002      | 2-84538-097-6 |
| Liste des chapitres : - Phase 1 : Autant de débris que d’étoiles (屑星の空, Kuzu Hoshi no Sora) - Phase 2 : La jeune extraterrestre (地球外少女, Chikyū-gai Shōjo) - Phase 3 : Une délicieuse bouffée de tabac sous le ciel étoilé (ささやかなる一服を星あかりのもとで, Sasayakanaru Ippuku o Hoshiakari no Moto de) - Phase 4 : Une fusée dans le décor (ロケットのある風景, Roketto no aru Fūkei) - Phase 5 : Ignition - mise à feu (点火, Tenka) |                 |                   |                  |               |
| 2 | 23 octobre 2001 | 978-4-06-328778-3 | 6 septembre 2002 | 2-84538-130-1 |
| Liste des chapitres : - Phase 06 : Le fugitif (走る男, Hashiru Otoko) - Phase 07 : Tanabe (タナベ, Tanabe) - Extra Phase: C'est le bonheur tous les jours ! (或いはそれこそが幸せの日々, Aruiwa sore koso ga shiawasenahibi) - Phase 08 : Une fleur noire appelée Sakinohaka (partie 1) (サキノハカという黒い華 (前編), Sakinohaka to iu Kuroi Hana (Zenpen)) - Phase 09 : Une fleur noire appelée Sakinohaka (partie 2) (サキノハカという黒い華 (後編), Sakinohaka to iu Kuroi Hana (Kōhen)) - Phase 10 : Les égarés (惑う人達, Madou Hitotachi) - Phase 11 : СПАСИБО (Merci) (СПАСИБО)                                                                                         |                 |                   |                  |               |
| 3 | 24 janvier 2003 | 978-4-06-328863-6 | 18 juillet 2003  | 2-84538-234-0 |
| Liste des chapitres : - Phase 12 : Le chat nocturne (夜の猫, Yoru no Neko) - Phase 13 : La ville aux éoliennes (風車の町, Kazaguruma no Machi) - Phase 14 : Les garçons et les filles (おとこのコとおんなのコ, Otoko no ko to Onna no ko) - Phase 15 : Le jour du nouveau départ (却来の日, Kyakurai no Hi) - Phase 16 : Hachimaki (ハチマキ, Hachimaki) - Extra Phase : Planète rouge, balle blanche (赤い星、白いタマ, Akai Hoshi, Shiroi Tama) |                 |                   |                  |               |
| 4 | 23 février 2004 | 978-4-06-328937-4 | 3 février 2005   | 2-84538-397-5 |
| Liste des chapitres : - Phase 17 : Peut-on se faire cent amis ? (友達100人できるかな, Tomodachi 100-ri dekiru ka na) - Phase 18 : Comme Budori Guskô (グスコーブドリのように, Gusukō Budori no Yō ni) - Phase 19 : Une vie de chien (犬の日々, Inu no Hibi) - Phase 20 : Chien apprivoisé (飼犬, Kaiinu) - Phase 21 : La jeune fille et le chien perdant (少女と負け犬, Shōjo to Makeinu) - Phase 22 : Chien qui pleure (泣く犬, Naku inu) - Phase 23 : Chien qui fuit (疾る犬, Haya ru Inu) - Phase 24 : Chien qui aboie (咆える犬, Hoeru Inu) - Phase 25 : 45 minutes à la vitesse de la lumière (光の速さで45分, Hikarinohayasa de 45-bu) - Phase 26 : What a Wonderful World |                 |                   |                  |               |

## Série télévisée d'animation
L'adaptation en une série télévisée d'animation de 26 épisodes est diffusée au Japon sur la chaîne NHK BS-2 entre le 4 octobre 2003 et le 23 février 2004,,. La série est produite par le studio Sunrise, réalisée par Gorō Taniguchi et scénarisée par Ichirō Ōkouchi. Comme la production de la série animée débute avant la fin de la prépublication du manga, les scénaristes s'appuient sur les trois volumes alors à leur disposition pour créer des personnages originaux et des scènes inédites afin de compléter le début et la fin de la série[réf. nécessaire].
La musique est composée par Kōtarō Nakagawa et produite par Victor Entertainment,. Le générique d'ouverture, Dive in the Sky, est interprété par Mikio Sakai (en) et le générique de fin, Wonderful Life par Mikio Sakai pour les épisodes 1 à 25 et Planetes par Hitomi Kuroishi pour l'épisode 26. La chanson additionnelle A Secret of the Moon de Hitomi Kuroishi est utilisée dans plusieurs épisodes tandis que Thanks My Friend de Mikio Sakai est utilisée dans l'épisode 13.
En Europe, la série a été éditée par la société française Beez avec une sortie vidéo de six DVD entre septembre 2005 et mars 2006. La licence de la série n'a pas été renouvelée depuis la cessation des activités de Beez en 2012.

### Liste des épisodes
| No | Titre de l’épisode en français | Titre de l’épisode en japonais                | Date de 1re diffusion |
| -- | ------------------------------ | --------------------------------------------- | --------------------- |
| 1  | Dans l’espace infini           | 大気の外で Taiki no soto de                   | 4 octobre 2003        |
| 2  | Comme un rêve                  | 夢のような Yume no yō na                      | 11 octobre 2003       |
| 3  | Retour                         | 帰還軌道 Kikan kidō                           | 18 octobre 2003       |
| 4  | C'est notre travail            | 仕事として Shigoto toshite                    | 25 octobre 2003       |
| 5  | Emmène-moi sur la lune         | フライ·ミー·トゥ·ザ·ムーン Furai Mī tu za Mūn | 1er novembre 2003     |
| 6  | Les écureuils lunaires         | 月のムササビ Tsuki no musasabi                | 8 novembre 2003       |
| 7  | Une jeune extraterrestre       | 地球外少女 Chikyūgai shōjo                    | 15 novembre 2003      |
| 8  | Là où tu dois être             | 拠るべき場所 Yorubeki basho                   | 22 novembre 2003      |
| 9  | Regret                         | 心のこり Kokoro nokori                        | 29 novembre 2003      |
| 10 | Un ciel de poussières d’étoile | 屑星の空 Kuzuboshi no sora                    | 6 décembre 2003       |
| 11 | Limite                         | バウンダリー·ライン Baundarī Rain             | 13 décembre 2003      |
| 12 | Un désir simple                | ささやかなる願いを Sasayaka naru negai o      | 20 décembre 2003      |
| 13 | Une fusée dans le paysage      | ロケットのある風景 Roketto no aru fūkei       | 10 janvier 2004       |
| 14 | Revirement                     | ターニング·ポイント Tāningu Pointo            | 17 janvier 2004       |
| 15 | Pour elle                      | 彼女の場合 Kanojo no baai                     | 24 janvier 2004       |
| 16 | Mise à feu                     | イグニッション Igunisshon                     | 31 janvier 2004       |
| 17 | C’est pour ça qu'il…           | それゆえの彼 Sore yue no kare                 | 7 février 2004        |
| 18 | La fin de la Section Débris    | デブリ課, 最期の日 Deburi ka, saigo no hi     | 14 février 2004       |
| 19 | Fini pour toujours             | 終わりは いつも… Owari wa itsumo…             | 21 février 2004       |
| 20 | Hésitation                     | ためらいがちの Tamerai gachi no               | 28 février 2004       |
| 21 | Tandem Miller                  | タンデム·ミラー Tandemu Mirā                  | 6 mars 2004           |
| 22 | Révélations                    | 暴露 Bakuro                                   | 13 mars 2004          |
| 23 | La bande des débris            | デブリの群れ Deburi no mure                   | 20 mars 2004          |
| 24 | L'amour                        | 愛 Ai                                         | 3 avril 2004          |
| 25 | L'indécis                      | 惑い人 Madoibito                              | 10 avril 2004         |
| 26 | Le jour de nos retrouvailles   | そして巡りあう日々 Soshite meguri au hibi     | 17 avril 2004         |

## Accueil
Le premier tome de la « Perfect Edition » de Panini Comics est nommé dans la sélection Éco-Fauve Raja du Festival d'Angoulême 2023.

### Œuvres
Édition japonaise
1. 1 2  Tome 1
2. 1 2  Tome 2
3. 1 2  Tome 3
4. 1 2  Tome 4

Édition française
1. 1 2  Tome 1
2. 1 2  Tome 2
3. 1 2  Tome 3
4. 1 2  Tome 4